# Mingqi
Mingqi (chinesisch 明器 oder 冥器, auch 盟器, Pinyin míngqì, W.-G. ming-ch'i, englisch burial objects / funerary objects / mortuary objects) sind chinesische Grabbeigaben, Begräbnisbeigaben bzw. Totengaben, die speziell für Begräbniszwecke angefertigt werden. Die Artefakte wurden gewöhnlich aus Ton, Holz oder Stein angefertigt. Seit dem Neolithikum sind sie in allen Gräbern zusammen mit den Toten anzutreffen. Seit der Zeit der Song-Dynastie verbreiteten sich allmählich Grabbeigaben aus Papier, und solche aus Ton, Holz oder Stein wurden allmählich weniger. In der Zeit der Ming-Dynastie wurden auch Blei und Zinn als Material verwendet. Unter den Grabbeigaben gibt es neben Nachbildungen von Gebrauchsgegenständen auch Modelle von Gebäuden, Feldern, Speichern, Brunnen, Herden, Schweineställen, Möbeln usw., aus denen auf das soziale Leben und der Stand der Bildnereikunst der Zeit erschlossen werden kann. Künstlerisch besonders wertvolle Objekte sind die lebensechten Tonfiguren und -objekte aus der Han-Dynastie oder die der Dreifarben-Keramik (Sancai)aus der Tang-Dynastie.

## Nachschlagewerke
- Cihai. Shanghai: Shanghai cishu chubanshe 2002; ISBN 7-5326-0839-5
- Zhongguo da baike quanshu: Kaoguxue [Große chinesische Enzyklopädie: Band Archäologie]. Beijing: Zhongguo da baike quanshu chubanshe, 1986 (Online)

### Chinesische Weblinks
- Mingqi - Chinesisch
- Mingqi - Chinesisch
- Research on the Paper Burial Objects from the Ancient Tombs in Turpan